# Филонов, Иван Филиппович
Иван Филиппович Филонов (1 января 1918 — 20 октября 1944) — советский военнослужащий, участник Великой Отечественной войны, Герой Советского Союза, заместитель командира эскадрильи 672-го штурмового авиационного полка 306-й штурмовой авиационной дивизии 9-го смешанного авиационного корпуса 17-й воздушной армии 3-го Украинского фронта, старший лейтенант.

## Биография
Родился 1 января 1918 года в селе Верхнее ныне Луганской области. Работал на Лисичанской ГРЭС и заводе «Донсода». Окончил аэроклуб.
В Красной Армии с октября 1938 года. В 1941 году окончил школу пилотов. На фронтах Великой Отечественной войны с мая 1943 года. Воевал на Юго-Западном и 3-м Украинском фронтах. Участвовал в боях на Белгородском, Изюмском и Барвенковском направлениях, в штурмовых налётах на Донбасс, в освобождении Днепропетровска, Запорожья, Кривого Рога, Правобережной Украины, Молдавии, Румынии, Болгарии и Югославии.
К февралю 1944 года совершил 114 боевых вылетов, из них 17 на разведку, 97 — на бомбардировку военных объектов противника и скоплений его войск. 1 июля 1944 года за образцовое выполнение боевых заданий командования и проявленные при этом мужество и героизм старшему лейтенанту Филонову Ивану Филипповичу присвоено звание Героя Советского Союза с вручением ордена Ленина и медали «Золотая Звезда».
К октябрю 1944 года увеличил число боевых вылетов до 157. Погиб 20 октября 1944 года во время штурмовки войск противника.

## Награды
- Орден Ленина
- Два ордена Красного Знамени
- Орден Отечественной войны I степени
- Орден Красной Звезды